# Rhynchaglaea fuscipennis
Rhynchaglaea fuscipennis är en fjärilsart som beskrevs av Shigero Sugi 1958. Rhynchaglaea fuscipennis ingår i släktet Rhynchaglaea och familjen nattflyn. Inga underarter finns listade.